# Psychischer Defekt
Psychischer Defekt (oder – kürzer formuliert – Defekt) ist ein älterer Begriff der psychiatrischen Fachsprache, der jedoch durch das Freudsche Konzept der Ersatzbefriedigung in der modernen Psychiatrie bzw. in der Selbstpsychologie neu belebt wurde. Der Terminus bezeichnete einen bleibenden Zustand nach einer psychischen Erkrankung, der durch Ausfall und unwiederbringlichen Verlust von früher vorhandenen komplexen seelischen Qualitäten gekennzeichnet ist. So war z. B. mit Defekt ein dauerhafter Verlust intellektueller Fähigkeiten gemeint, oder auch der Reichhaltigkeit des Gefühlslebens, moralischer Qualitäten oder der Individualität. Demgegenüber werden in der Selbstpsychologie Begriffe wie Ich-Defekt als Hinweis auf einen bleibenden Entwicklungsrückstand gebraucht.
Von einem „Defekt“ wird insbesondere bei schweren psychischen Krankheiten mit chronischem Verlauf gesprochen, die einen irreversiblen Abbau von psychischen Fähigkeiten mit sich bringen. In diesem Sinne wird z. B. der Begriff Defektschizophrenie gebraucht. Als Gegensatz zur irreversiblen Defektsymptomatik wird der Begriff „reversible Durchgangssyndrome“ verwendet.

## Kontroversen der Begriffsbildung
Die kontroverse Verwendung des Begriffs „Defekt“ geht auf die Geschichte der Psychiatrie und auf die Einschätzung chronischer psychischer Krankheiten als vermeintlich unheilbare Störungen zurück. Dies trifft insbesondere auf die Gruppe der früher so genannten endogenen Psychosen zu. Damit sei nach Auffassung der Gegner des Begriffs eine abwertende Haltung gegenüber dem betroffenen Patienten verbunden. Der Begriff führe zum therapeutischen Nihilismus, der somit auch zur politisch unheilvollen Entwicklung im Zusammenhang mit dem Euthanasieprogramm beigetragen habe. Die Gegner der Verwendung des Begriffs „Defekt“ nehmen an, dass die Begriffsbildung von einseitig mechanistischen oder bloß organischen Vorstellungen ausgeht und das Seelenleben einseitig als Auswirkung eines apparativen Geschehens aufgefasst wird, siehe auch → Maschinenparadigma. Diese Tendenz wurde bereits durch den Vitalismus oder speziell durch die Schule von Montpellier kritisiert und kann sich daher auf eine lange Tradition berufen. Gegen den einseitig mechanistischen Gebrauch von Vorstellungen, die sich auf das Seelenleben beziehen, hatte sich schon Georg Ernst Stahl (1659–1734) verwahrt. Durch die oft unreflektierte Verwendung des Begriffs bleibt die Frage offen, ob es sich um einen schweren und irreversiblen körperlichen Defekt oder nur um eine leichte funktionelle Störung von eher psychogener Art handelt. Oft wird nämlich hier stillschweigend eine Negativbedeutung unterstellt. Gerade hier hat die Psychiatrie aber eine Reihe von Konzepten entwickelt, die es zu unterscheiden gilt, so in erster Linie die unterschiedlichen psychodynamischen Konzepte. Diese gehen zwar z. T. auch von einem psychischen Apparat aus, verwenden jedoch nicht ausschließlich physikalische Begriffe, sondern setzen einen seelischen Innenraum voraus, der u. a. etwa das Unbewusste enthält. Der Psychodynamismus vermeidet und neutralisiert die Kontroversen über die Natur der seelischen Kräfte, da hier nur von Kräften ganz allgemein und nicht speziell von Kräften entweder im physikalischen oder geistigen Sinne gesprochen wird.

## Begriffliches Umfeld
Der Begriff des psychischen Defekts bedeutet nicht nur eine bestimmte Form der psychischen Störung, sondern umfasst auch die damit verbundene Symptomatik. So wird im Rahmen der Diagnostik der Schizophrenie auch von Defizienzsymptomatik (Negativsymptomatik) gesprochen. Sie wird auch als Minussymptomatik bezeichnet und von der Plussymptomatik unterschieden. In der klassischen deutschen Psychiatrie und dem von ihr verwendeten triadischen System seelischer Krankheiten ist der Begriff Defekt vornehmlich an das Konzept der organischen Psychose gebunden als körperlich begründbarer Krankheitsform. Allerdings sind hierbei auch reversible Zustandsbilder zu berücksichtigen (siehe dazu den Begriff der Funktionspsychosen).